# عنيبية بورمانية
عنيبية بورمانية (الاسم العلمي:Cocculus burmanni) هي نوع غير مؤكد من النباتات تتبع جنس العنيبية من فصيلة البذر القمرية.